# Haro (község)
Haro település Spanyolországban, La Rioja autonóm közösségben. Haro Miranda de Ebro, Labastida, Briñas, Gimileo, Ollauri, Rodezno, Zarratón, Casalarreina, Anguciana, Cihuri és Villalba de Rioja községekkel határos. Lakosainak száma 11 979 fő (2024).

## Népesség
A település népessége az elmúlt években az alábbi módon változott:
| Lakosok száma | 9274 | 10 165 | 11 463 | 12 261 | 11 806 | 11 536 | 11 305 | 11 408 | 11 634 | 11 979 |
|               | 2001 | 2004   | 2007   | 2009   | 2012   | 2014   | 2017   | 2019   | 2022   | 2024   |